# Jernye
Jernye (szlovákul: Jarovnice) község Szlovákiában, az Eperjesi kerület Kisszebeni járásában. Erdőmocsolya tartozik hozzá.

## Fekvése
Eperjestől 15 km-re északnyugatra, Kisszebentől 6 km-re délnyugatra, a Kis-Szinye-patak partján fekszik.

## Története
A régészeti leletek tanúsága szerint területén már az újkőkorszakban is éltek emberek.
A mai település a 13. század elején keletkezett. Jernyét 1260-ban „Jerne” néven említik először, már akkor a Szinyei Merse család birtoka. Határában három malom is működött. A 14. század elején két falura oszlott: 1320-ban „Due ville Sancti Antoni Superior et Inferior” néven említik őket. 1330-ban „Jerona aliter de Sancto Antonio” alakban szerepel az írott forrásokban. Felső- és Alsójernye a 15. századra egyesült ismét egy községgé, 1427-ben 56 portája adózott. A Berzeviczy, majd a 17. és 19. század között a Szinyei Merse család birtoka. 1787-ben 87 házában 613 lakos élt.
A 18. század végén Vályi András így ír róla: „JERNYE. Jeravintza. Tót falu Sáros Várm. földes Urai több Uraságok, a’ szép kastéllyával díszes, ’s élet tárja is van itten az Uraságnak; fekszik Berthóldnak szomszédságában, határja középszerű, réttye elegendő, legelője, fája van.”
1828-ban 83 házában 616 lakos élt. Lakói mezőgazdasággal, gyümölcstermesztéssel, faárukészítéssel foglalkoztak.
Fényes Elek 1851-ben kiadott geográfiai szótárában így ír a faluról: „Jernye, (Jaromnice), tót falu, Sáros vmegyében, Eperjeshez nyugot-északra 2 mfd. 628 kath., 11 evang., 15 zsidó lak. Kath. paroch. templom. Szép kastély és kert. Vizimalom. Termékeny határ. F. u. a Szinyei Merse nemz.”
A trianoni diktátum előtt Sáros vármegye Kisszebeni járásához tartozott.
Lakói főként földművelésből élnek. A többségben levő cigány lakosság nyomorúságos körülmények között él, köztük a munkanélküliség csaknem 100%-os. 1998-ban az árvízben 50 lakos vesztette életét.

## Népessége
| Év:            | 1994. | 2004.    | 2014.    | 2024.    |
| -------------- | ----- | -------- | -------- | -------- |
| Emberek száma: | 3377  | 4562     | 6110     | 8261     |
| Eltérés:       |       | +35,09 % | +33,93 % | +35,20 % |

| Év:            | 2023. | 2024.   |
| -------------- | ----- | ------- |
| Emberek száma: | 7992  | 8261    |
| Eltérés:       |       | +3,36 % |

1910-ben 687, túlnyomórészt szlovák lakosa volt.
2001-ben 4051 lakosából 3330 fő szlovák és 660 cigány volt.
2011-ben 5494 lakosából 3403 fő szlovák és 1827 cigány volt.
2021-ben 7241 lakosából 2505 fő szlovák, 4176 cigány, 8 ruszin, 4 magyar, 5 egyéb és 543 ismeretlen nemzetiségű.

## Nevezetességei
- A Szinyei Merse-kastély eredetileg késő reneszánsz stílusú, mai formáját 1770 körül az átépítés során nyerte el, szép parkja van.
- A Szent Antal tiszteletére szentelt római katolikus temploma 1524-ben épült reneszánsz stílusban. 1768-ban bővítették, belsejét Szinyei Merse Pál festményei díszítik.
- Szinyei Merse Pál festőművész saját kúriája az 1870-es évekből, neoklasszikus stílusban, képét Szinyei M. Anna közli. ("A Majális festője közelről", BP. 1989., 48. kép.)
- A helyi iskola diákjainak színes képei számos nemzetközi díjat nyertek és világszerte kiállították őket.

## Híres emberek
- A Szinyei Merse család birtoka volt, itt töltötte élete nagy részét Szinyei Merse Pál festőművész, aki itt is hunyt el 1920-ban.

## Képtár

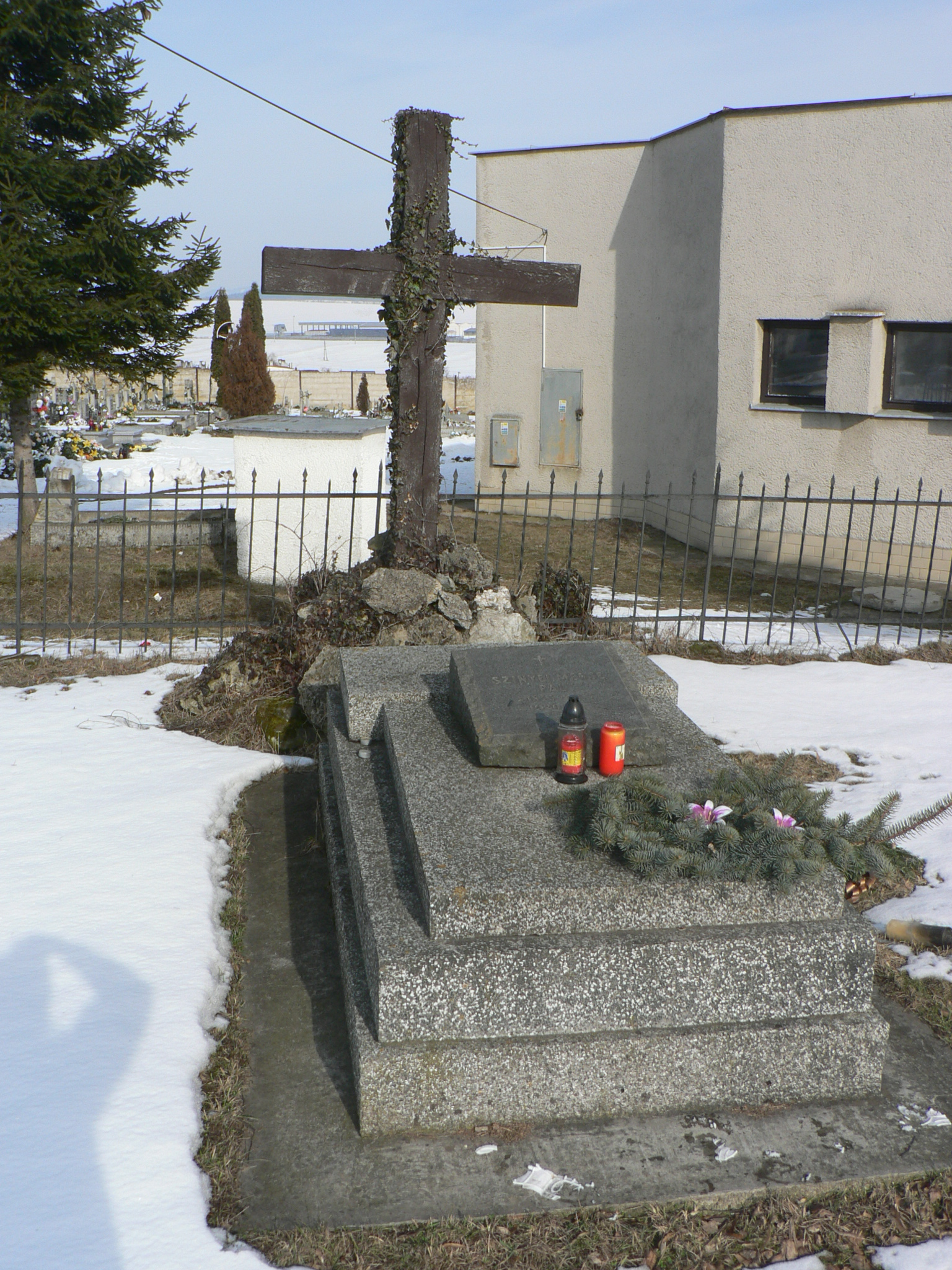
Szinyei Merse Pál sírja a község temetőjében
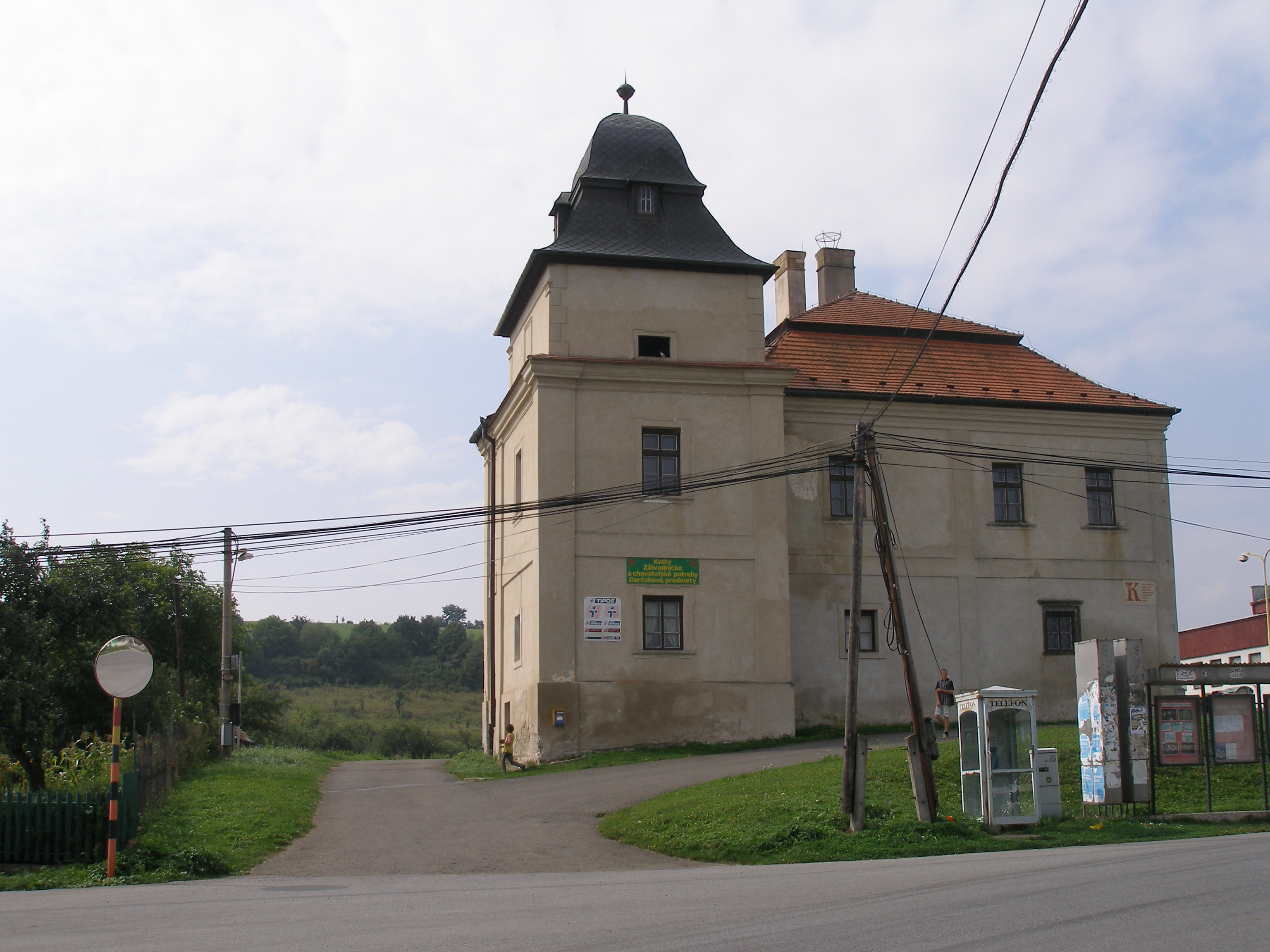
Szinyei Merse-kastély
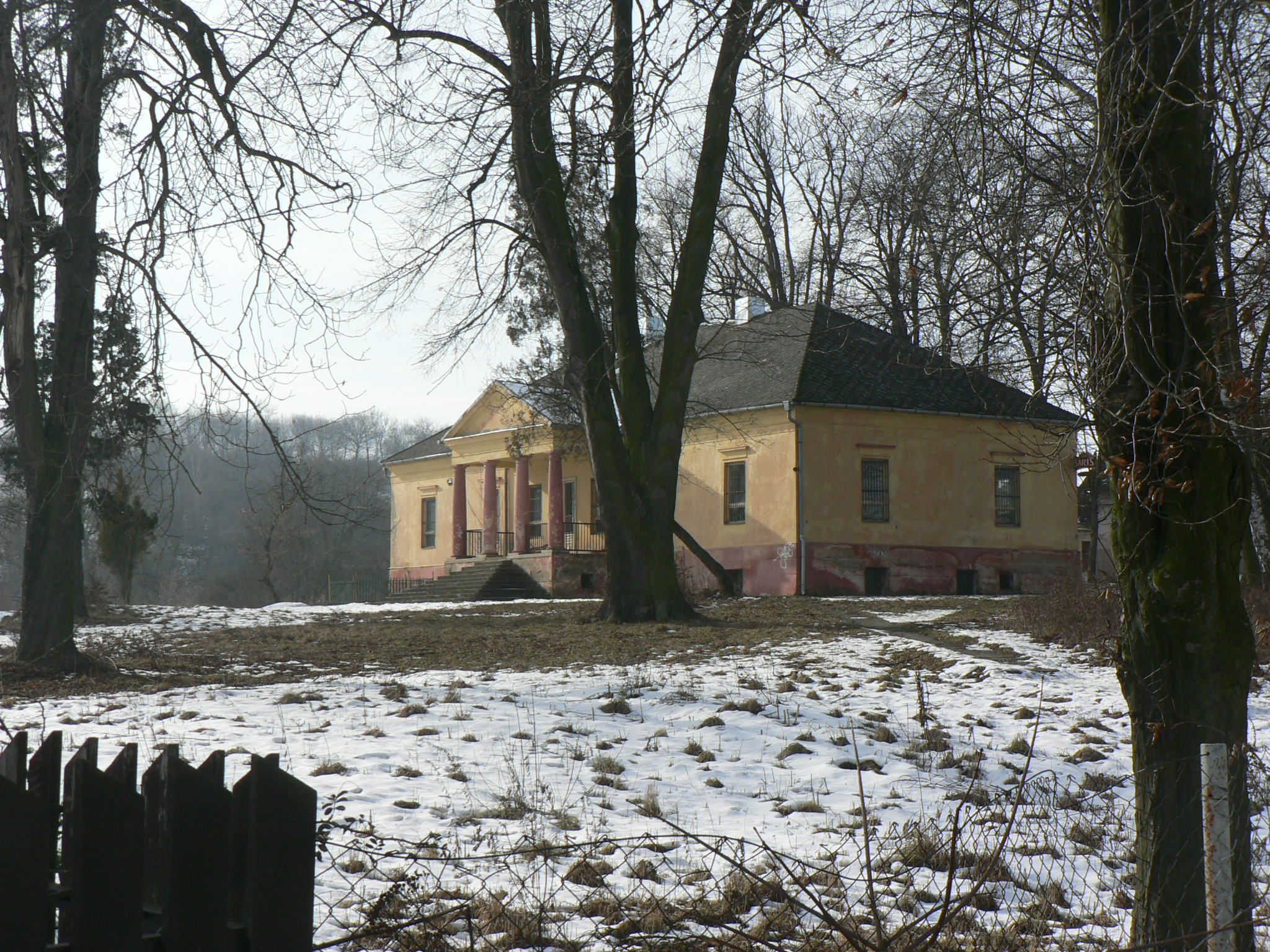
Szinyei Merse Pál kúriája. Tábla nincs rajta, kertje elpusztult...
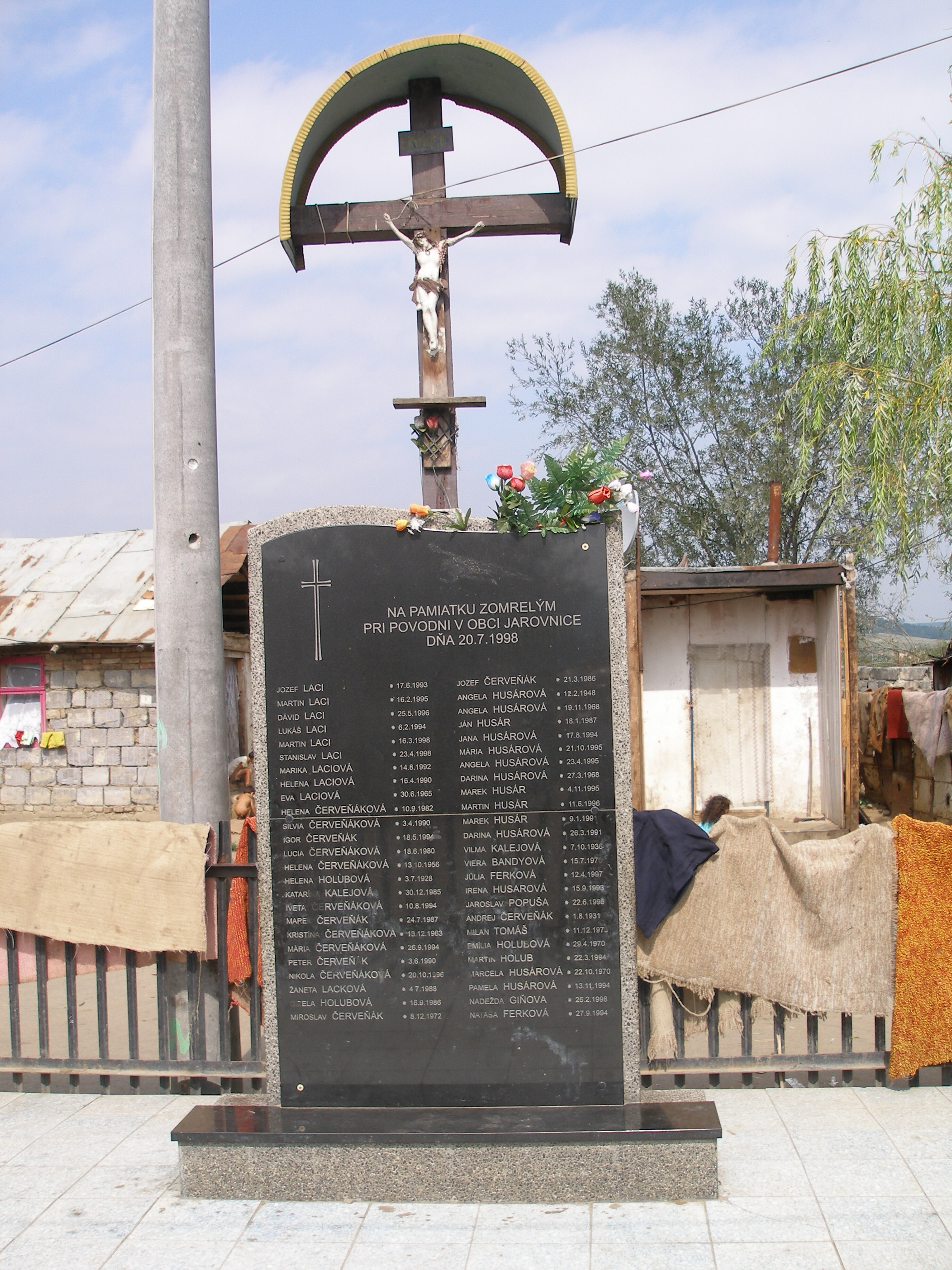
Az 1998-as árvíz áldozatainak emlékműve
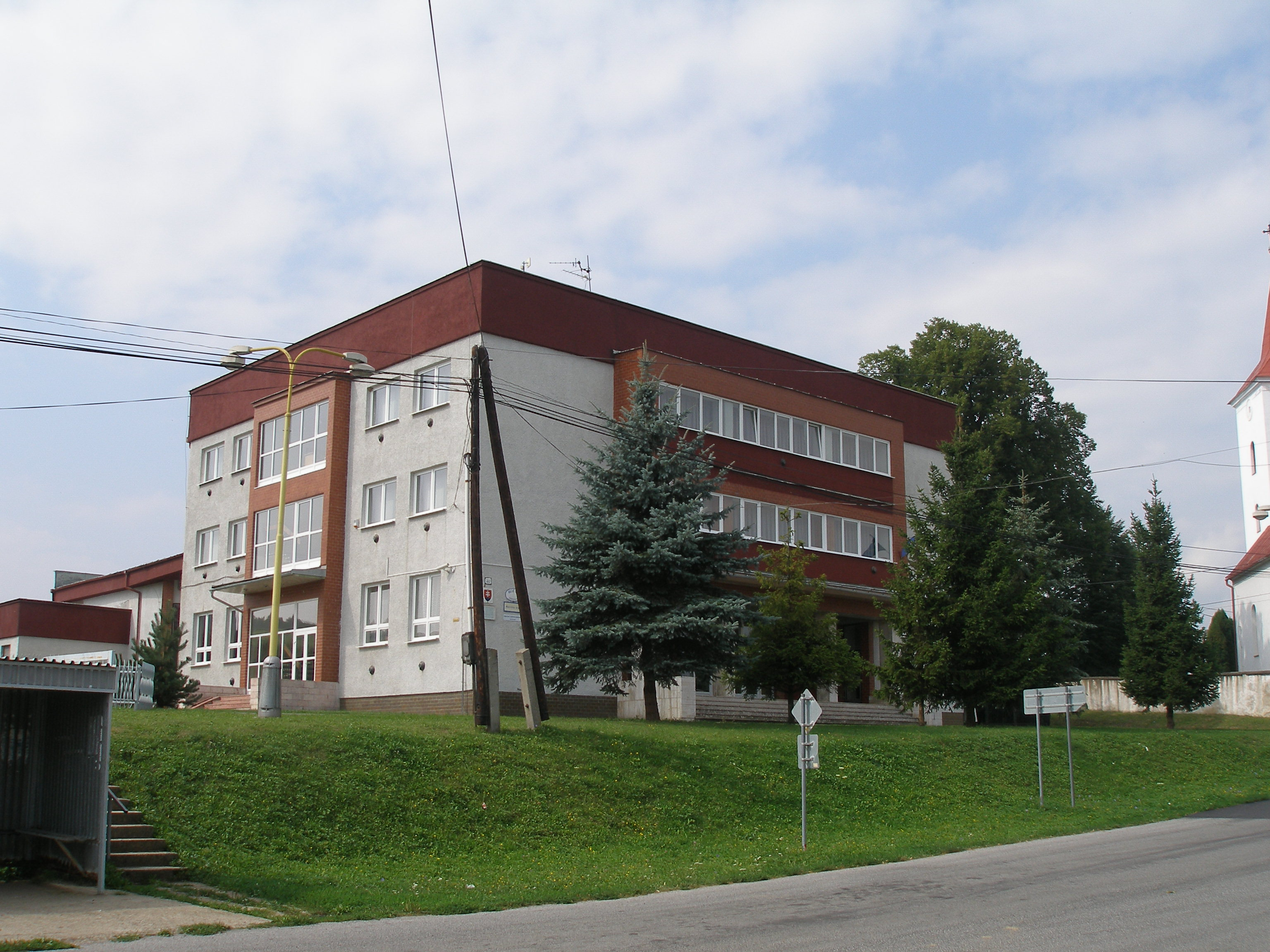

## Lásd még
- Erdőmocsolya